# کی‌استون (کلرادو)
کی‌استون (به انگلیسی: Keystone) یک منطقهٔ مسکونی در ایالات متحده آمریکا است که در شهرستان سامیت، کلرادو واقع شده‌است. کی‌استون ۱۰۵٫۲ کیلومتر مربع مساحت و ۱٬۰۷۹ نفر جمعیت دارد و ۲٬۷۹۶ متر بالاتر از سطح دریا واقع شده‌است.